# Zenon: The Zequel
Zenon: The Zequel – amerykański film komediowy z gatunku science fiction z 2001 roku w reżyserii Manny’ego Coto. Wyprodukowany przez Disney Channel Original Movies. Kontynuacja filmu Dziewczyna XXI-go wieku (1999).
Światowa premiera filmu miała miejsce 12 stycznia 2001 roku na amerykańskim kanale Disney Channel. W Polsce premiera filmu odbyła się 27 lipca 2012 roku w oryginalnej wersji językowej.

## Fabuła
Piętnastoletnia Zenon Kar (Kirsten Storms) buntuje się i nieustannie sprawia kłopoty wychowawcze. Tymczasem członkowie stacji kosmicznej, na której mieszka dziewczyna, nawiązują kontakt z obcymi. Zenon stara się przekonać wszystkich, że trzeba pomóc przedstawicielom obcej cywilizacji.

## Obsada
- Kirsten Storms jako Zenon Kar
- Shadia Simmons jako Nebula Wade
- Lauren Maltby jako Margie Hammond
- Susan Brady jako Astrid Kar
- Robert Curtis-Brown jako Mark Kar
- Phillip Rhys jako Proto Zoa
- Holly Fulger jako Judy Cling
- Stuart Pankin jako komandor porucznik Edward Plank
- John Getz jako generał Hammond
- Tom Wright jako Orion
- Michael Saccente jako podporucznik Hart
- Rupert Simmonds jako Polaris
- Nicko Vella jako Corvus
- Jennifer Rucker jako Carla Wade
- Stephen Lovatt jako Wills